# Corleone – Pate der Paten
Corleone – Pate der Paten (Originaltitel: Corleone: Le parrain des parrains) ist ein zweiteiliger Dokumentarfilm von Mosco Boucault aus dem Jahr 2019 über den Mafioso Salvatore „Totò“ Riina von den „Corleonesi“ der sizilianischen Cosa Nostra.

## Inhalt

### Macht durch Blut

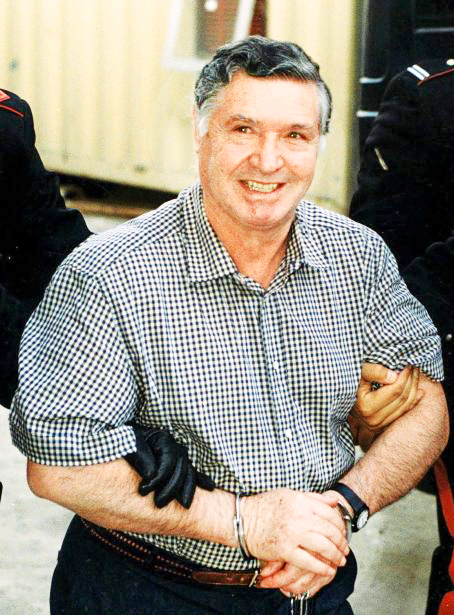
Salvatore „Totò“ Riina (2019)

Der erste Teil des Dokumentarfilms beleuchtet die Ursprünge der sizilianischen Cosa Nostra und des Corleone-Mafia-Clans, sowie die Mentalität und den Alltag von Mafiosi aus dem Umfeld von Salvatore „Totò“ Riina und seinen mit Leichen gepflasterten Weg von seiner Kindheit bis zu seinem Aufstieg des „Capo di tutti i capi“ (italienisch für „Boss der Bosse“).

### Der Fall

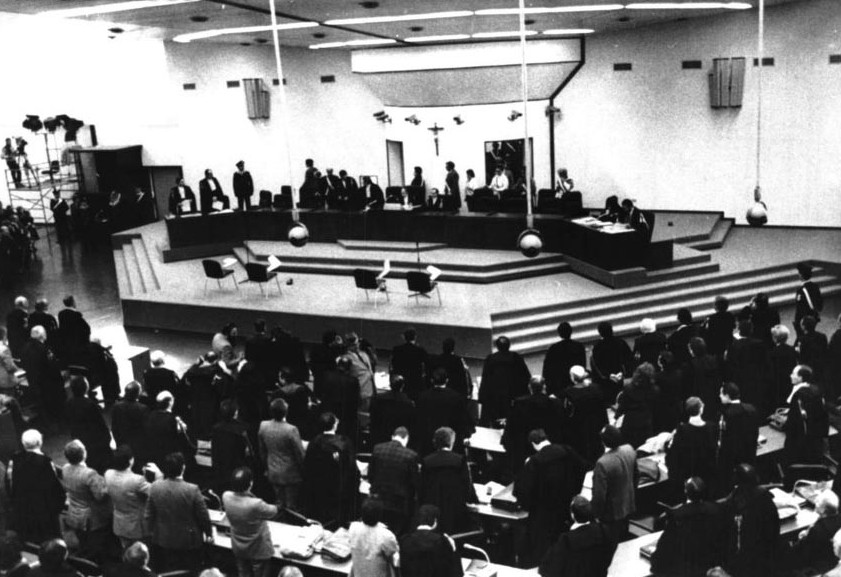
Maxi-Prozess im Ucciardone-Gefängnis (1986)

Der zweite Teil des Dokumentarfilms legt den Fokus auf die ab den 1980er Jahren gegen die Cosa Nostra geführten Maxi-Prozesse und die daraus resultierenden Folgen für involvierte Politiker, Juristen und Mafiosi.

## Liste der Interviewpartner
- Francesco Accordino – Kriminalkommissar
- Francesco Paolo Anzelmo – Ehem. Mafioso aus Palermo
- Gaetano Grado – Ehem. Mafioso des Santa Maria di Gesù-Mafia-Clans
- Gaspare Mutolo – Ehem. Mitglied des Partanna-Mondello-Mafia-Clans
- Giovanni Anania – Anwalt von Riina
- Giovanni „’u verru“ Brusca – Ehem. Mitglied des San-Giuseppe-Jato-Mafia-Clans
- Giuseppe Ayala – Jurist und Politiker
- Giuseppe Marchese – Ehem. Mitglied des Corso dei Mille-Mafia-Clans
- Letizia Battaglia – Fotografin und Fotojournalistin
- Salvatore Cusimano – Journalist für Rai

## Hintergrund
Der von ZeK Productions und ARTE France produzierte Dokumentarfilm wurde sowohl in Frankreich als auch in Deutschland in deutscher Fassung am 27. August 2019 auf Arte veröffentlicht. Die deutsche Synchronisation entstand unter der Dialogregie von Heinz-Günter Hollein durch die Synchronfirma media transform.